# Scherpenzeel (Gelderland)

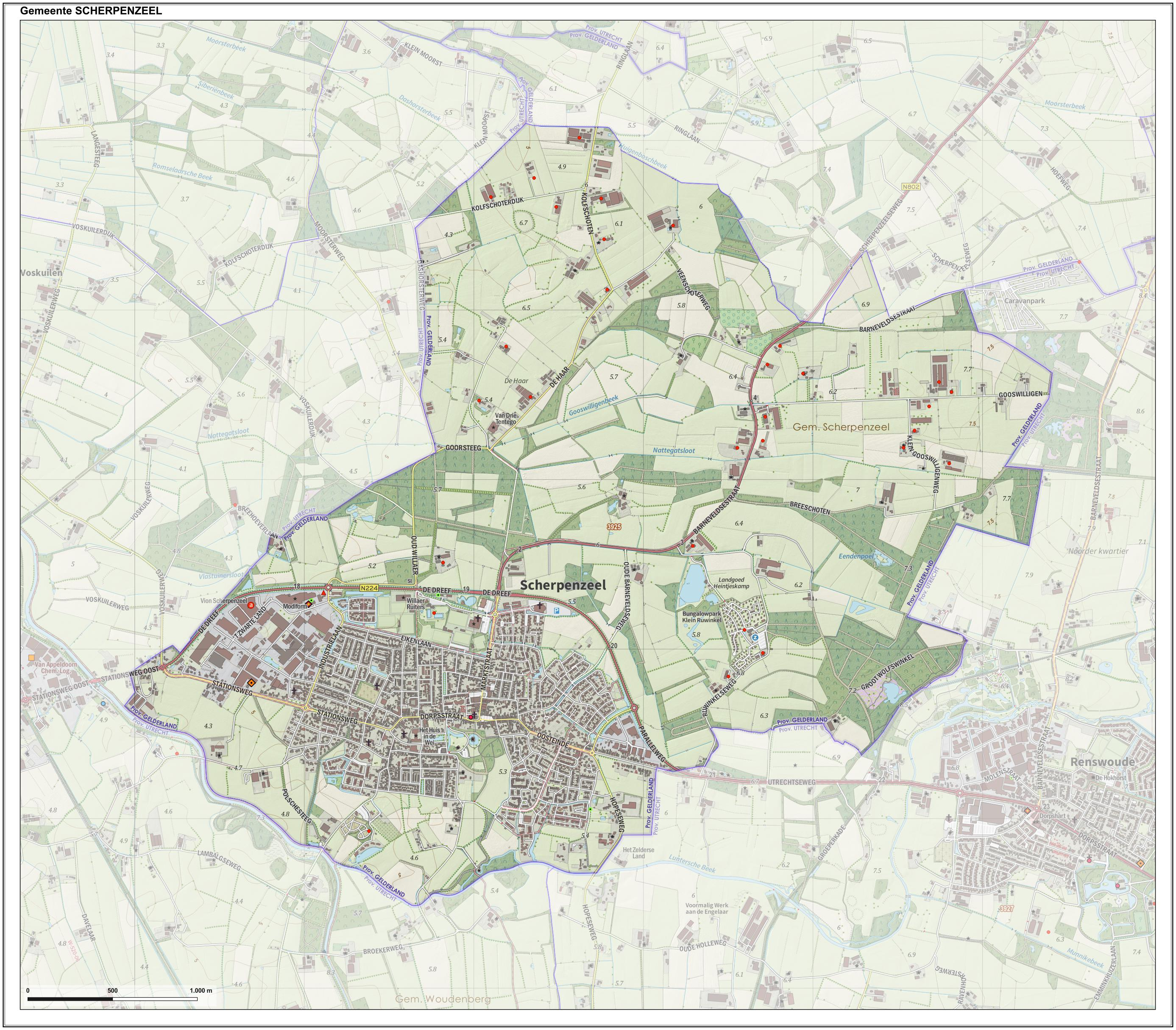
Topografische gemeentekaart van Scherpenzeel, september 2022

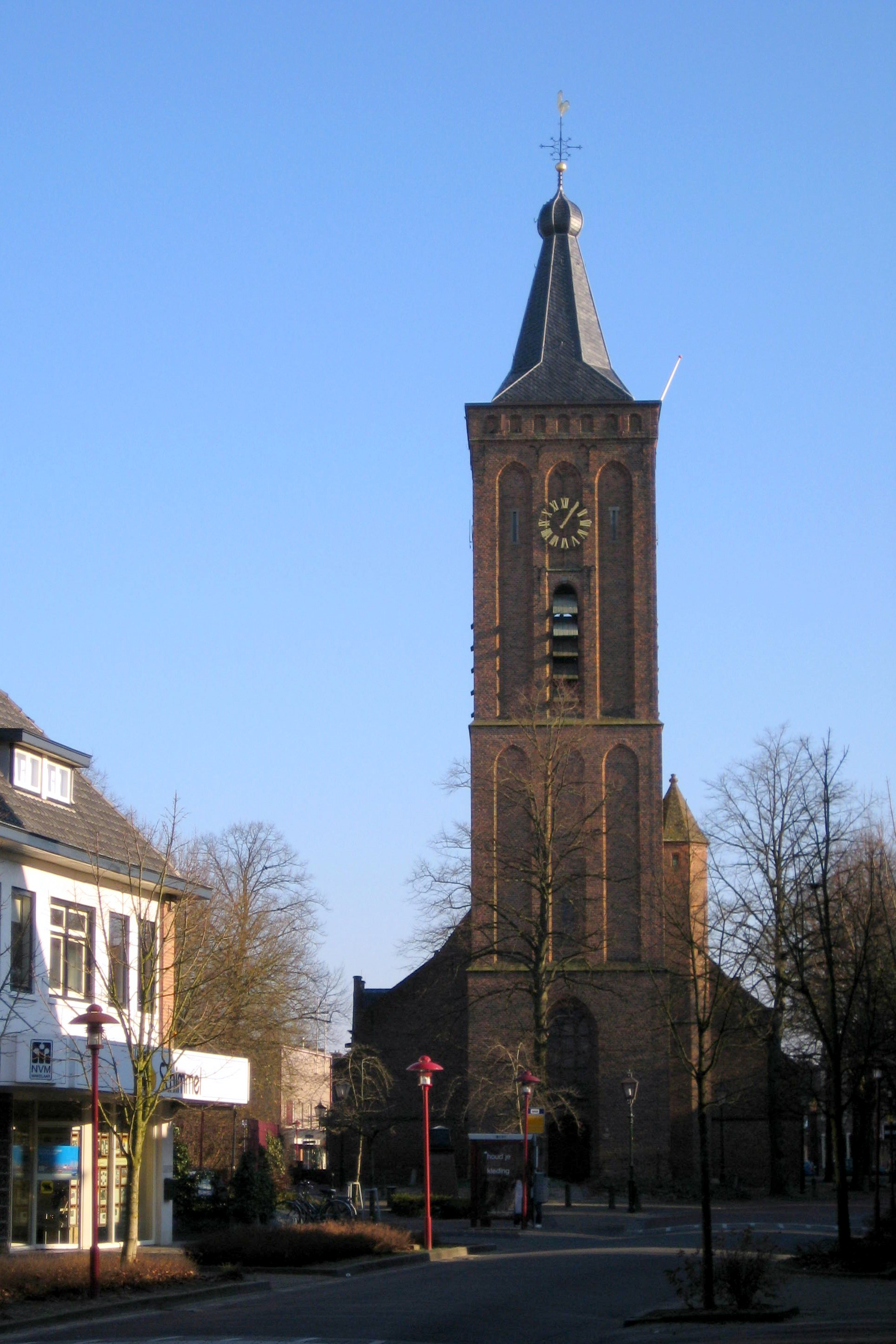
Hervormde kerk Scherpenzeel

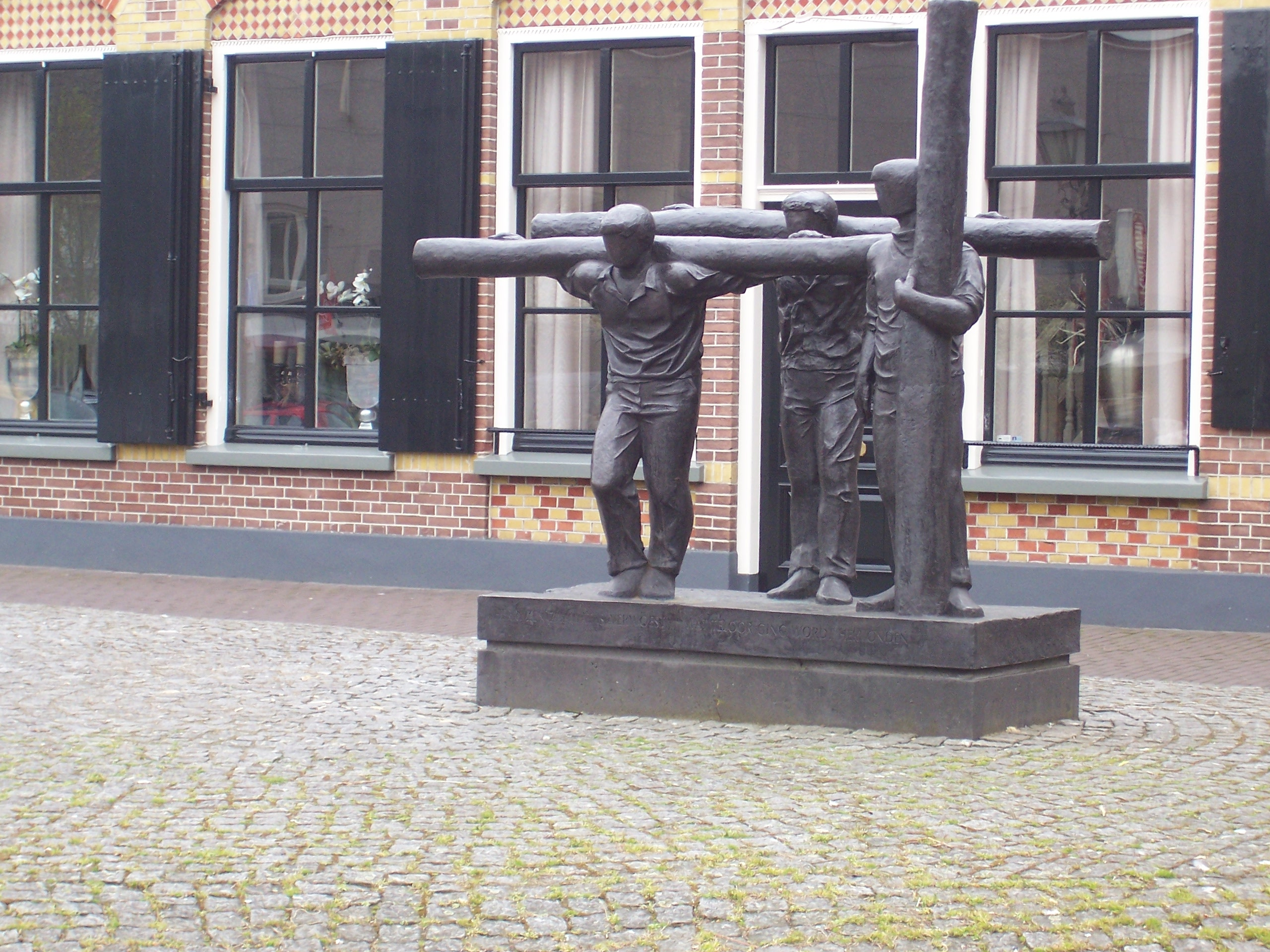
Wederopbouw, beeld Gerard Overeem. Jesaja 44:26, 1997

Scherpenzeel (uitspraakⓘ; Utrechts-Alblasserwaards: Sjaarpezeil, Sjaarpezeel of Schaarpezeel; Nedersaksisch: Schaarpezeel of Scharp(e)nzeel) is een dorp en gemeente in de regio Gelderse Vallei, in de Nederlandse provincie Gelderland met 10.344 inwoners (per 1 januari 2024, bron: CBS). De gemeente Scherpenzeel omvat het gelijknamige dorp met de buurtschappen Ruwinkel en De Haar en een deel van de buurtschap Moorst. 
Scherpenzeel werkt met de gemeenten Rhenen, Wageningen, Ede, Barneveld, Nijkerk, Veenendaal en Renswoude samen in het regionaal samenwerkingsverband Regio Foodvalley. 

## Geschiedenis

### Ontstaan
Eeuwen geleden was in Nederland nog sprake van verschillende staatjes met aan het hoofd bisschoppen, graven, hertogen en landheren. Zij probeerden hun macht te vergroten door het veroveren van grond. Uiteraard ging dit gepaard met onderlinge twisten en oorlogen. In grensgebieden van die oorlogen werden versterkingen en verdedigingswerken gebouwd. Vermoedelijk was dat ook het geval op de Veluwe, in het grensgebied van de toenmalige regio’s ‘het Sticht’ (de huidige provincie Utrecht) en ‘Gelre’ (nu de provincie Gelderland). Juist in die grensgebieden werden burchten en kastelen gebouwd, die konden dienen als veilige plek.
Zo geeft de naam Scherpenzeel, toen ‘Scarpenzele’ genoemd, aanleiding te veronderstellen dat er naast een nederzetting een versterkt huis moet zijn geweest. Het laatste deel van het woord “zeel” is afgeleid van “zale” of “sale”, dat zaal of huis betekent. Het eerste deel “scherpen” kan een aanduiding zijn van de aanwezigheid van staketsels ofwel een rij scherpe palen. Het zou in dit geval dus kunnen gaan om een versterkt huis omgeven door een rij palen, het prototype dus van een oude burcht of kasteel.
In de Franse tijd kwam Scherpenzeel onder de provincie Utrecht, maar sinds 19 september 1814 hoort Scherpenzeel weer bij Gelderland. 

### Huis Scherpenzeel
Over dit gebouw lezen we pas in het midden van de 14e eeuw. Het was toen al bekend dat de heren van Scherpenzeel, een van de oudste riddergeslachten op de Veluwe, een belangrijke rol gespeeld hebben in de ontwikkeling van het ‘Huis Scherpenzeel’. Het huis was van oorsprong een versterkt huis met waarschijnlijk twee grachten eromheen, en er waren 'heerlijke rechten' aan verbonden. In de loop van de eeuwen is het huis verbouwd en verbeterd. In 1856 werd het 18e-eeuwse huis onder architectuur van Van Lunteren omgevormd tot buitenplaats. Toen kreeg het huis zijn tegenwoordige neogotische vorm. In die tijd was het huis in bezit van mevrouw Benudina Maria Royaards - van Naamen van Scherpenzeel en de heer Herman Royaards, die het gingen gebruiken als buitenhuis; zij woonden in Utrecht aan het Janskerkhof. Zij zijn de stamouders van de familie die thans nog het landgoed Scherpenzeel in bezit heeft: huis en koetshuis hebben de laatste decennia verschillende eigenaren en functies gehad en zijn thans in beheer bij de Stichting Vrienden der Geldersche Kasteelen.

### Recente geschiedenis
In 2020 heeft de provincie aangedrongen op herindeling met Barneveld, maar dit leidde tot verzet van een grote meerderheid in de gemeente Scherpenzeel. In 2021 hebben Gedeputeerde Staten van Gelderland besloten dat deze herindeling plaats zou moeten vinden per 1 januari 2023. In oktober 2021 heeft de demissionair minister van Binnenlandse Zaken besloten dat de fusie niet door zou gaan. Enkele uren later ontsloeg commissaris van de koning John Berends de waarnemend burgemeester Eppie Klein.

## Monumenten
Alhoewel in de Tweede Wereldoorlog veel verwoestingen zijn aangericht, zijn in Scherpenzeel toch nog enkele monumentale panden te vinden. Tien panden staan op de Rijksmonumentenlijst. Ruim dertig panden staan op de Gemeentelijke monumentenlijst. Naast de beschermde monumenten kent Scherpenzeel ook een aantal bomen met historische, landschappelijke of ecologische waarde. Zie voor de rijksmonumenten, gemeentelijke monumenten en oorlogsmonumenten de:
- Lijst van oorlogsmonumenten in Scherpenzeel
- Lijst van rijksmonumenten in Scherpenzeel (Gelderland)
- Lijst van gemeentelijke monumenten in Scherpenzeel (Gelderland)

### Hervormde Kerk
Deze kerk met Mariatoren stamt uit de 14e eeuw. Er werden regelmatig beuken aangebouwd naarmate de bevolking zich uitbreidde. Nog enkele kostbaarheden uit de kerk zijn bewaard gebleven. De vloer van het koor bestaat uit grafzerken die uit de hele kerk daar zijn verzameld. Op de vloer zijn oude jaartallen te lezen.
Het meest indrukwekkende is wel de gaaf gebleven grafsteen van Johan VI van Scherpenzeel (overleden 1619) en diens tweede vrouw Margriet van Essen. Deze zerk is ingemetseld tegen de oostgevel van het koor in de voormalige ingang. Bij deze zerk behoren vier leeuwtjes die de wapens dragen van Scherpenzeel, van Zuylen van Nijeveld (zijn moeder), van Duyvenvoorde (Wassenaar), Johans grootmoeder van moederszijde en van Renesse (de derde vrouw van Johan was namelijk Catharina van Lijnden, Vrijvrouwe van Renesse). Deze leeuwtjes staan ter weerszijden van de zerk in 2 nissen. De zerk vertoont het wapen van dit geslacht met de helm, getooid met de lelie tussen de twee vleugels. Dit wapen met lelies komt in de Vallei veel voor, zoals in Amersfoort, Amerongen en later Stoutenburg en Bunschoten.

### Het Hooge Huys
Dit gebouw, uit de eerste helft van de 17e eeuw, werd in 1964 geheel gerestaureerd. De oorspronkelijke bestemming ervan is niet bekend. Wie het gebouw goed bekijkt, ziet dat boven een van de bovenramen in de westelijke helft de ontlastingsboog voor regenwater ontbreekt. Hier bevindt zich een uitstekende balk, waar mogelijk een katrol heeft gezeten om grote stukken aan op te hijsen. Volgens sommigen wijst dit op een zolder voor de opslag van balen wol. Anderen denken aan het materiaal voor het brouwen van bier; de gevonden ruime kelders onder het gebouw zouden daarop wijzen.

### Ziekenhuis
Dit gebouw, gerestaureerd en gemoderniseerd in 1970, werd door de familie Van Citters (Lambalgen) geschonken om zieken en ouden van dagen te huisvesten. Voor dit doel is het nog lange tijd gebruikt. Dit vroegere Wilhelmina Ziekenverpleeghuis staat ook op de monumentenlijst.

## Onderwijs
Scherpenzeel kent vier onderwijsinstellingen, alle basisscholen. Twee van deze basisscholen zijn protestants-christelijk, één school reformatorisch en één openbaar.
1. De Korenmaat (protestans-christelijk)
2. De Glashorst (protestants-christelijk)
3. De Wittenberg (reformatorich)
4. De dorpsbeuk (Openbaar)

## Politiek
De gemeenteraad van Scherpenzeel telt vijftien zetels. De uitslagen van de gemeenteraadsverkiezingen sinds 2006 zijn als volgt:
| Partij                                               | 2006 | 2010   | 2014 | 2018 | 2022 |
| ---------------------------------------------------- | ---- | ------ | ---- | ---- | ---- |
| GemeenteBelangen Scherpenzeel (GBS)                  | -    | 4      | 3    | 5    | 5    |
| SGP                                                  | 2    | 3      | 3    | 3    | 4    |
| CDA                                                  | 4    | 2      | 3    | 2    | 3    |
| VVD                                                  | 2    | 2      | 1    | -    | 2    |
| PRO Scherpenzeel (t/m 2016: Democraten Scherpenzeel) | -    | 1      | 1    | 1    | 1    |
| ChristenUnie                                         | 2    | 1      | 2    | 2    | -    |
| Democraten Scherpenzeel/PvdA                         | 3    | -      | -    | -    | -    |
| Totaal                                               | 13   | 13     | 13   | 13   | 15   |
| Opkomst                                              |      | 63,58% |      |      |      |

De vorige burgemeester, Ben Visser (CU), werd op 26 september 2013 geïnstalleerd. In oktober 2017 moest hij wegens ziekte terugtreden en van 21 november 2017 tot 16 januari 2019 werd hij tijdelijk vervangen door Corry van Rhee-Oud Ammerveld (PvdA). Op 16 januari 2019 werd zij opgevolgd door Harry de Vries (CDA). Op 17 december 2020 is De Vries opgestapt als waarnemend burgemeester van Scherpenzeel. Van 18 januari tot 7 oktober 2021 was Eppie Klein (SGP) waarnemend burgemeester van Scherpenzeel. Hij is op 7 oktober per direct uit het ambt ontheven door de commissaris van de Koning van Gelderland.. 
Op 9 december 2019 viel de coalitie van GemeenteBelangen Scherpenzeel, ProScherpenzeel en ChristenUnie na onenigheid over een mogelijke fusie met de Gemeente Barneveld. Op diezelfde avond vormde GemeenteBelangen Scherpenzeel een nieuwe coalitie met de Staatkundig Gereformeerde Partij.
Vanaf 7 december 2021 was Wimar Jaeger (D66) waarnemend burgemeester van Scherpenzeel. Sinds 15 december 2022 is Marieke Teunissen (VVD) burgemeester van Scherpenzeel, de eerste Kroonbenoemde burgemeester van Scherpenzeel sinds 2018.

## Verkeer en vervoer

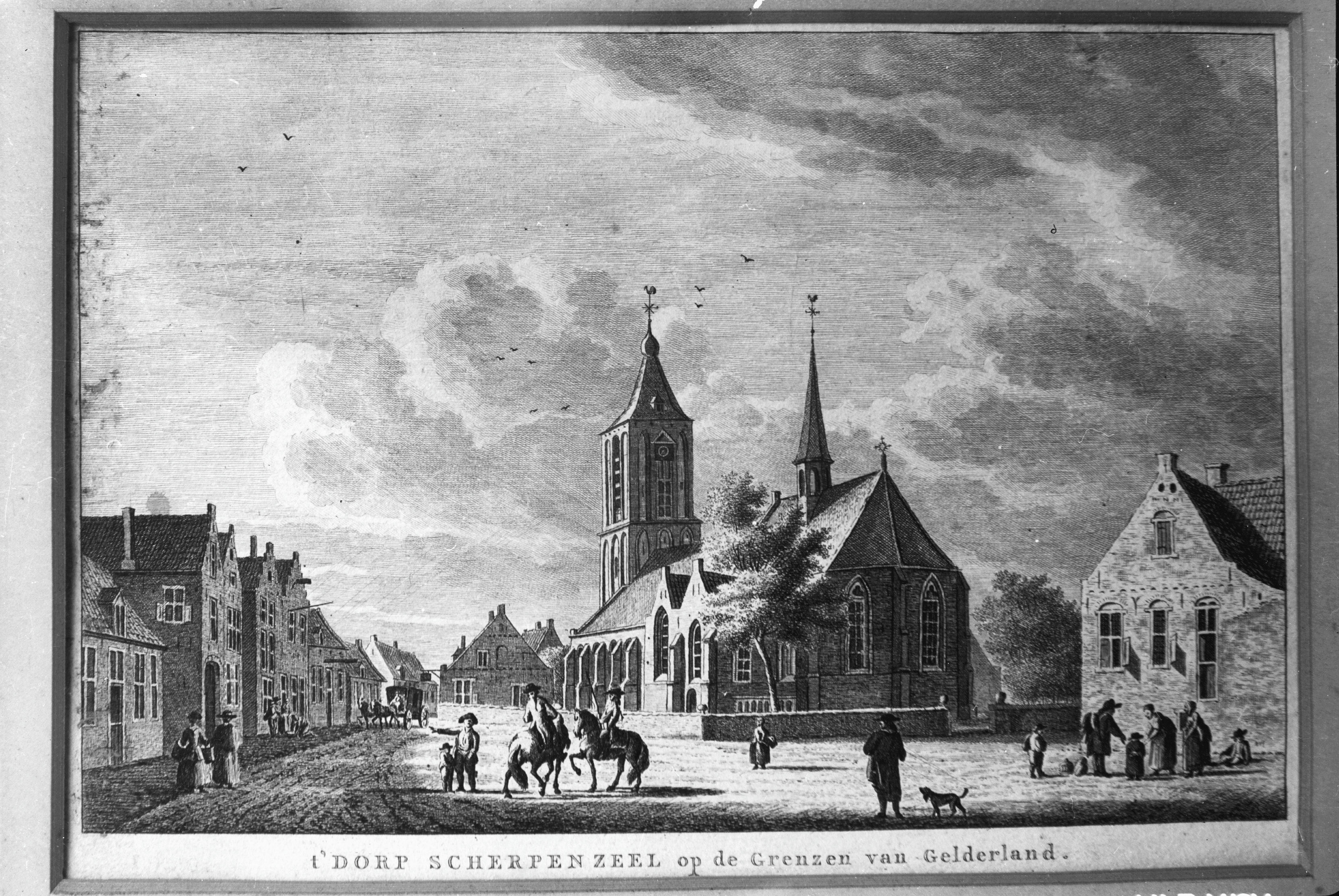

Langs Scherpenzeel loopt de N224 waarop de N802 uitkomt.
Vroeger had Scherpenzeel een eigen station samen met Woudenberg: station Woudenberg-Scherpenzeel.
In het verleden liep de provinciale weg dwars door het dorp. Begin jaren '90 van de twintigste eeuw is de provinciale weg verlegd rondom het dorp.

## Bedrijvigheid
De grootste werkgever van Scherpenzeel is Interface (voorheen bekend als Heuga). Interface is gevestigd op het industrieterrein 'Het Zwarte Land'. Het internationale (Amerikaanse) bedrijf telt 5500 medewerkers en Scherpenzeel is voor Interface het centrum voor Europa, Australië en Azië.
Scherpenzeel kent verder veel kleine bedrijven. Zij hebben zich verenigd in de Ondernemersvereniging Scherpenzeel.

## Media
De lokale omroepen Valleiradio.nl en Midland FM zijn gericht op Scherpenzeel, maar ook op Renswoude, Woudenberg en Veenendaal.

## Kerk en geloof
Scherpenzeel ligt in de Bijbelgordel en een groot gedeelte van de bevolking is christelijk, van wie veel bevindelijk gereformeerden. Er zijn dan ook veel kerken:
- Hervormde Gemeente (PKN Gereformeerde Bond)
- Gereformeerde Gemeenten in Nederland
- Gereformeerde Gemeente ''Sionkerk''
- Hersteld Hervormde Gemeente
- CGK De Open Hof
- Protestantse Kerk "De Achthoek"
- Vrije Evangelische Gemeenten

De laatste jaren is vooral de Gereformeerde Gemeente fors gegroeid. In de nieuw te bouwen wijk Renes is in mei 2013 een nieuw kerkgebouw geopend waar ruimte is voor 1.562 mensen. De capaciteit van het kerkgebouw kan worden uitgebreid naar 2000 mensen.

## Sport
Op zaterdag 20 augustus 2022 liep de route van de tweede etappe (van 's-Hertogenbosch naar Utrecht) van de Ronde van Spanje 2022 door Scherpenzeel.

## Geboren in Scherpenzeel
- Matthijs de Koning, oud-wielrenner en triatleet
- Willem Jacob Rozendaal, graficus en ontwerper
- Henry Schut, sportjournalist en televisiepresentator

## Woonachtig geweest in Scherpenzeel
- Hans Andreus, dichter, schrijver, vertaler, inwoner van 1964-1967
- Abraham Capadose, schrijver en arts, inwoner 1831-1833

## Zie ook

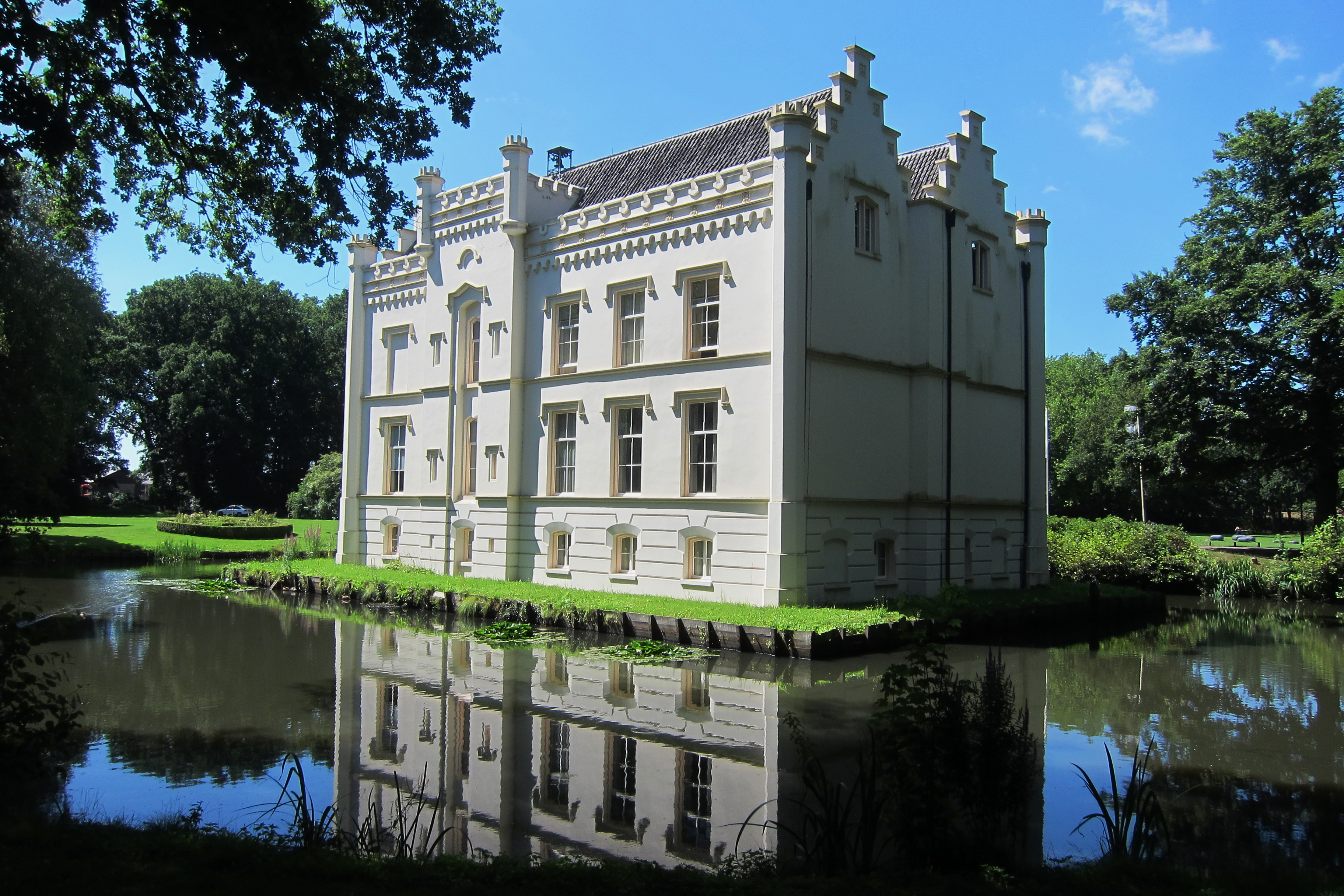
Huis Scherpenzeel

## Aangrenzende gemeenten
| Aangrenzende gemeenten | Aangrenzende gemeenten | Aangrenzende gemeenten | Aangrenzende gemeenten | Aangrenzende gemeenten |
| ---------------------- | ---------------------- | ---------------------- | ---------------------- | ---------------------- |
|                        |                        |                        |                        | Barneveld              |
|                        |                        |                        |                        |                        |
| Woudenberg (U)         | Renswoude (U)          |                        |                        |                        |
|                        |                        |                        |                        |                        |
|                        |                        |                        |                        |                        |

## Aantal inwoners op 1 januari
| Jaar | Man   | Vrouw | Totaal |
| ---- | ----- | ----- | ------ |
| 2023 |       |       | 10.389 |
| 2022 | 5.197 | 5.121 | 10.318 |
| 2021 |       |       | 10.128 |
| 2020 |       |       | 9.880  |
| 2019 |       |       | 9.874  |
| 2018 | 4.841 | 4.910 | 9.751  |
| 2017 | 4.810 | 4.894 | 9.704  |
| 2016 | 4.705 | 4.824 | 9.529  |
| 2015 | 4.697 | 4.825 | 9.522  |
| 2013 | 4.642 | 4.761 | 9.403  |

| 2022           |     |       |        |
| Leeftijdklasse | Man | Vrouw | Totaal |
| -------------- | --- | ----- | ------ |
| 0-9            | 653 | 672   | 1.325  |
| 10-19          | 602 | 628   | 1.230  |
| 20-29          | 661 | 713   | 1.374  |
| 30-39          | 620 | 622   | 1.242  |
| 40-49          | 563 | 589   | 1.152  |
| 50-59          | 692 | 702   | 1.394  |
| 60-69          | 530 | 550   | 1.080  |
| 70-79          | 564 | 452   | 1.016  |
| 80-89          | 252 | 169   | 421    |
| 90-99          | 58  | 24    | 82     |
| 100-109        | 2   |       | 2      |

Dorp: Scherpenzeel      Buurtschappen: Moorst (deels)

Gelderland: Steden en dorpen in Gelderland      Nederland: Provincies · Gemeenten
Aalten · Apeldoorn · Arnhem · Barneveld · Berg en Dal · Berkelland · Beuningen · Bronckhorst · Brummen · Buren · Culemborg · Doesburg · Doetinchem · Druten · Duiven · Ede · Elburg · Epe · Ermelo · Harderwijk · Hattem · Heerde · Heumen · Lingewaard · Lochem · Maasdriel · Montferland · Neder-Betuwe · Nijkerk · Nijmegen · Nunspeet · Oldebroek · Oost Gelre · Oude IJsselstreek · Overbetuwe · Putten · Renkum · Rheden · Rozendaal · Scherpenzeel · Tiel · Voorst · Wageningen · West Betuwe · West Maas en Waal · Westervoort · Wijchen · Winterswijk · Zaltbommel · Zevenaar · Zutphen
Steden en dorpen · Voormalige gemeenten · Nederland: Provincies · Gemeenten